# Wojewodowie kaliscy
Wojewodowie kaliscy – lista wojewodów księstwa kaliskiego (XIII w.), wojewodów województwa kaliskiego I Rzeczypospolitej (od XIV w. do 1793 r.), prezesów komisji wojewódzkiej województwa kaliskiego Królestwa Polskiego (1816-1837) oraz wojewodów województwa kaliskiego (1975–1998).
Lista nie obejmuje prefektów departamentu kaliskiego Królestwa Prus (1793-1807) i departamentu kaliskiego Księstwa Warszawskiego (1807-1815) oraz gubernatorów rosyjskiej guberni kaliskiej (do 1914).

## Wojewodowie kaliscy (do 1793)
Do 1500 roku podane daty są datami, gdzie osoba jest poświadczona jako wojewoda kaliski, bądź datami granicznymi, bądź datą nominacji i końcową datą sprawowania urzędu

### Okres rozbicia dzielnicowego
- Janek (?), 21.10.1236[a]
- Piotr, 1238
- Boguchwał (po 17.07) 1246
- Jarost, 03.07.1247
- Cieszęta, 1250
- Janek Zaremba (syn Alberta), 23.04.1250 – 1253
- Arkembold Zaremba, 24.04.1257 – 06.01.1284
- Mikołaj Przedpełkowic z Gostynia, 02.02.1286 – 12.01.1299
- Mikołaj Jankowic[b], 19.03.1299 – 24.06.1299
- Mikołaj Przedpełkowic z Gostynia, 1300 – 10.05.1305 (ponownie)
- Mikołaj Jankowic[c] 20.03.1306
- Dobrogost, 25.05.1309[d]

### Okres Zjednoczonego Królestwa
- Marcin Zaremba (syn Sędziwoja), 09.08.1311 – 30.09/05.10.1327
- Henryk z Rynarzewa, 23.11.1335 – 13.12.1338
- Mikołaj z Biechowa, 24.03.1340 – 07.02.1353
- Beniamin z Uzarzewa, 1354
- Przecław z Gułtów, 02.02.1360 – 19.12.1379
- Sędziwój Pałuka, 30.04.1381 – 28.05.1405
- Maciej z Wąsosza, 04.07.1406 – 16.11.1423
- Wojciech z Szaradowa, 08.04.1424 – 24.01.1427
- Andrzej Danaborski[e], 17.08.1427 – 08.11.1436
- Marcin ze Sławska, 08.01.1437 – 11.08.1452
- Stanisław z Ostroroga, 30.06.1453 – 30.05.1475
- Maciej Mosiński, 09.11.1475 – 03.05.1477
- Jan Zaremba z Kalinowy, 03.05.1477 – 22.09.1479
- Jan Świdwa z Szamotuł, 02.02.1482 – 04.01.1494
- Sędziwój Czarnkowski, 27.10.1494 – 30.04.1499

Po 1500 roku podane daty są datami sprawowania urzędu
- Andrzej Szamotulski, 07.01.1501 – 11.07.1501
- Mikołaj „Gardzina” Lubrański, 03.10.1501 – przed 15.06.1511
- Jan Zaremba z Kalinowy, 11.03.1512 – 30.03.1523
- Stanisław Kościelecki, 07.12.1523 – przed 23.02.1525
- Mikołaj Kościelecki, ok. 24.02.1525 – 26.01.1535
- Stanisław Tomicki, ok. 25.11.1535 – 12.03.1537
- Piotr Służewski, 31.03.1539 – 21.03.1550
- Marcin Zborowski, 27.03.1550 – przed 21.01.1558
- Andrzej Kościelecki, 22.01.1558 – 21.04.1562
- Łukasz Górka, 02.12.1562 – 14.02.1565
- Jerzy Konarski, 12.11.1565 – 17.05.1568
- Kasper Zebrzydowski, 11.06.1571 – 06.08.1582
- Piotr Potulicki, 26.08.1584 – 19.07.1604
- Andrzej Czarnkowski, 25.06.1606 – 31.03.1614
- Wacław Leszczyński, 30.08.1618 – ok. 10.12.1620
- Jan Gostomski, 10.12.1620 – 12.03.1623
- Stanisław Przyjemski, 03.07.1623 – przed 16.02.1624
- Jan Opaliński, 18.02.1624 – przed 02.08.1628
- Zygmunt Grudziński, 02.08.1628 – 16.12.1652
- Andrzej Karol Grudziński, 16.04.1653 – przed 20.05.1661
- Jan Piotr Opaliński, 27.05.1661 – 17.06.1655
- Jan Opaliński, 17.09.1666 – 18.01.1678
- Zygmunt Działyński, 1678 – 09.02.1685
- Rafał Leszczyński, 1685 – 14.06.1686
- Wojciech Konstanty Breza, 06.06.1687 – 03.01.1692
- Stanisław Małachowski, luty 1692 – przed 28.05.1698
- Władysław Przyjemski, 28.05.1698 – 12.02.1699
- Feliks Aleksander Lipski, 26.02.1699 – 24.08.1702,
- Maciej Radomicki, 31.08.1702 – przed 03.02.1703
- Franciszek Zygmunt Gałecki, 03.02.1703 – przed 29.10.1709
- Andrzej Aleksander Radomicki, 29.10.1709 – przed 12.11.1711
- Stefan Leszczyński, 28.11.1712 – 31.05.1720
- Ludwik Szołdrski, 09.12.1722 – przed 14.05.1729
- Michał Kazimierz Raczyński, 14.05.1729 – przed 14.07.1737
- Maciej Koźmiński, 14.07.1737 – 25.12.1748
- Stefan Garczyński, 10.01.1749 – przed 29.08.1750
- Augustyn Działyński, 29.08.1750 – 13.05.1759
- Wojciech Maksymilian Miaskowski, 02.08.1760 – 14.03.1763
- Ignacy Twardowski, 21.03.1763 – 18.05.1775
- August Kazimierz Sułkowski, 23.08.1776 – przed 24.04.1782
- Józef Klemens Mielżyński, 24.04.1782 – przed 06.02.1786
- Antoni Sułkowski, ok. 06.02.1786 – przed 05.05.1793

## Komisja Wojewódzka Kaliska
Komisja Wojewódzka Kaliska została utworzona w 1815 w miejsce zlikwidowanej Prefektury Departamentu Kaliskiego; w skład urzędu komisji wojewódzkiej weszły trzy wydziały: administracyjny, wojskowy i skarbowy. Na czele komisji stał prezes, jej wydziałami kierowali komisarze. W 1837 Komisja Wojewódzka Kaliska zmieniła nazwę na Rząd Gubernialny Kaliski, organizacja urzędu oraz jego kompetencje nie uległy zmianie. Urząd mieścił się w Kaliszu, w pałacu Komisji Wojewódzkiej Kaliskiej.
Prezesi komisji wojewódzkiej województwa kaliskiego (1816–1837):
- 1816–1826 Józef Radoszewski
- 1826–1834 Stanisław Piwnicki
- 1834–1836 Wilhelm Szmidecki (Friedrich Wilhelm August von Schmiedicke)

## Urząd Wojewódzki w Kaliszu
Wojewodowie województwa kaliskiego (1975–1998):
- 1975–1979 Zbigniew Chodyła
- 1979–1981 Zdzisław Drozd
- 1982           Jan Kolenda
- 1982–1987 Kazimierz Buczma
- 1987–1990 Marian Jóźwiak
- 1990–1991 Antoni Pietkiewicz
- 1991           Mariusz Kubiak
- 1991–1998 Eugeniusz Małecki[4]
- 1998           Józef Rogacki